# Renārs Uščins
Renārs "Recke" Uščins (Cēsis, Latvija, 29. travnja 2002.) njemački je rukometaš latvijskog podrijetla koji igra za TSV Hannover-Burgdorf i njemačku reprezentaciju.

## Klupska karijera
Rođen je 2002. godine u Cēsisu kao sin rukometaša i trenera Armandsa Uščinsa; njegova se obitelj 2005. godine preselila u Njemačku te je Renārs u skorom vremenu dobio i njemačko državljanstvu. Rukometom se počeo baviti kao dječak, igrajući za SG Kühnau, da bi kao junior otišao u SC Magdeburg, s kojim je 2020. godine potpisao i prvi profesionalni ugovor. U Magdeburgu je igrao dvije sezone (jednu polusezonu proveo je na posudbi u Bergischeru), da bi 2022. godine prešao u TSV Hannover-Burgdorf, gdje igra i danas. 

## Reprezentativna karijera
Uščins je bio dio njemačke reprezentacije, koja je osvojila Europsko rukometno prvenstvo do 19 godina 2021. Bio je izabran u najbolju momčad turnira. Bio je kapetan Njemačke do 21 godine na Svjetskom juniorskom rukometnom prvenstvu u ljeto 2023., koje je Njemačka osvojila.
Uščins je igrao za njemačku seniorsku reprezentaciju na Europskom rukometnom prvenstvu u Njemačkoj 2024. Izabran je za igrača utakmice u polufinalu, gdje je Njemačka izgubila 26-29 od Danske. Osvojio je srebrnu medalju s Njemačkom na OI 2024. u Parizu.